# Rogue Pictures
Rogue è una casa di produzione cinematografica, controllata da Relativity Media.
Viene fondata nel 1997 dalla Polygram Filmed Entertainment, chiude nel 2000 e nel 2004 viene acquistata e rilanciata nell'industria cinematografica dalla Focus Features. La casa si occupa principalmente di produzioni low-cost.

## Filmografia
- Orgazmo (1997)
- Thick as Thieves (1998)
- Trippin' (1999)
- L'alba dei morti dementi (Shaun of the Dead) (2004, coproduzione con Universal Studios)
- Il figlio di Chucky (Seed of Chucky) (2004)
- American Pie - Band Camp (American Pie Presents: Band Camp) (2005, coproduzione con Universal Studios)
- Assault on Precinct 13 (2005)
- Danny the Dog (Unleashed) (2005)
- Nickname: Enigmista (Cry Wolf) (2005)
- Block Party (2006)
- Waist Deep (2006)
- American Pie - Nudi alla meta (American Pie Presents: The Naked Mile) (2006), coproduzione con Universal Studios)
- Fearless (2006)
- L'incubo di Joanna Mills (The Return) (2006)
- The Hitcher (2007)
- Hot Fuzz (2007, coproduzione con Universal Studios)
- Balls of Fury (2007, coproduzione con Spyglass Entertainment)
- American Pie Presents: Beta House (2007)
- White Noise: The Light (White Noise 2: The Light) (2007)
- The Strangers (2008)
- Doomsday - Il giorno del giudizio (Doomsday) (2008)
- Fighting (2008, completato)
- Half to Death (2008, in post-produzione)
- Il mai nato (The Unborn) (2009)
- Hack/Slash (2009, in pre-produzione)
- Castlevania (2009, in pre-produzione)
- L'ultima casa a sinistra (The Last House On The Left) (2009), coproduzione con Universal Studios e Relativity Media.
- Shark Night 3D - Il lago del terrore (Shark Night 3D) (2011), coproduzione con Sierra Pictures e Incentive Films Entertainment Productions.